# Лаффит, Жак (политик)
Жак Лаффи́т (фр. Jacques Laffitte; 24 октября 1767, Байонна — 26 мая 1844, Париж) — французский банкир, политик и государственный деятель, который с 2 ноября 1830 года по 13 марта 1831 года, будучи премьер-министром, возглавлял кабинет министров Июльской монархии.

## Биография
Жак Лаффит был один из десяти детей в семье плотника. Служил приказчиком у банкира Перрего в Париже, в 1800 году он стал партнёром, потом сделался наследником его предприятия. С 1809 до 1831 — член правления Банка Франции, в 1814—1820 годах — его управляющий. Президент Торгово-промышленной палаты в 1810—1811.
С 1814 года до самой смерти, с небольшими перерывами, Лаффит был членом палаты депутатов.
Во время Реставрации Бурбонов он принадлежал к оппозиции и был одним из тех немногих либеральных политических деятелей, которые с самого начала стремились к призванию на Французский трон Луи-Филиппа Первого.
В 1824 году Лаффит разошёлся со своими единомышленниками, поддерживая предпринятую Виллелем, весьма непопулярную, конверсию государственного долга. Свою точку зрения на этот предмет он защищал в книге: «Réflexions sur la réduction de la rente et sur l'état du crédit».
Своим противодействием министерству по другим вопросам он восстановил свою пошатнувшуюся популярность, и в 1830 году был одним из самых видных вождей той партии, которая воспользовалась результатами июльской революции. С 29 июля его отель сделался центром собраний, на которых, под его председательством, обсуждались вопросы дня. Лаффит был председателем собрания депутатов, и 30 июля, в Бурбонском дворце, когда герцог Орлеанский, по его предложению, был назначен наместником королевства. Он же написал скрывавшемуся герцогу письмо, побудившее последнего начать действовать. Вместе с тем Лаффитом он был выбран (29 июля) членом муниципальной комиссии, являвшейся в те дни временным правительством.
В министерстве, организованном Луи-Филиппом 1 августа 1830 года, Лаффит сперва был министром без портфеля, но 3 ноября ему было поручено составить кабинет, в котором он взял себе министерство финансов. В должности главы кабинета он не обнаружил особенных способностей ибо колебался между разнородными течениями, поддерживал предложения, которым не мог сочувствовать; так, он провел закон о печати, своей нерешительностью (залог для газет был только понижен, но не отменен), возбудивший против себя министра внутренних дел Дюпона. Предложенный министерством Лаффита избирательный закон показался недостаточно либеральным даже палате депутатов, в которой господствовала умеренная партия. Главным делом министерства Лаффита было проведение процесса министров Карла Х.
Постепенно Лаффит терял своих сторонников из левой среды и жертвовал ими в угоду королю и правой партии (Дюпон, Одилон Барро, Бод). Положение его кабмина делалось все более шатким, но он все ещё держался за власть. В феврале 1831 года король скрыл от него депешу посланника в Вене, маршала Мезона, боясь, что она может содействовать войне с Австрией. Но и после этого оскорбления Лаффит оставался министром и только 13 марта уступил место консервативному министерству Казимира Пьера Перье.
Огорчённый и раздражённый Жак Лаффит перешёл в жёсткую оппозицию правительству, но роль его с тех пор не была особенно заметной.
В 1843 году Лаффит был выбран президентом палаты.
Ещё в 1828 году, вследствие общего финансового кризиса, кредит банкирского дома Лаффита пошатнулся. Революция подорвала его ещё больше, сверх того Лаффит во время революции сделал громадные долги. Его банк, несмотря на денежную помощь со стороны короля, в январе 1831 году должен был прекратить платежи. Продав все свои имения и свой исторический отель в Париже за 50 миллионов франков, он успел покрыть свои долги и в 1837 году основал кредитный банк, который имел успех, но тоже был закрыт в 1848 году.